# Camponotus beccarii
Camponotus beccarii é uma espécie de inseto do gênero Camponotus, pertencente à família Formicidae.